# Dulwich Hill, New South Wales
Dulwich Hill este o suburbie în Sydney, Australia.